# One Piece Film: Strong World
One Piece Film: Strong World ou simplesmente Strong World é um filme de ação e aventura de fantasia animado japonês de 2009 dirigido por Munehisa Sakai. É o décimo longa-metragem baseado na série de mangá shōnen One Piece de Eiichiro Oda. 
O filme apresenta Naoto Takenaka (em japonês) como Shiki, o capitão malvado de sua tripulação que sequestra Nami para forçá-la a se juntar a sua tripulação e pretende conquistar o East Blue. Monkey D. Luffy e sua equipe devem impedir Shiki de realizar seus planos.

## Enredo
Shiki (シキ) usa seus poderes de Akuma no Mi para destruir navios marinhos e avisar Monkey D. Garp e o Almirante de Frota Sengoku. Em uma ilha flutuante, Monkey D. Luffy é perseguido por um animal geneticamente aprimorado. O monstro é dominado pelos outros monstros antes de Luffy derrotar o quarto monstro. Os Chapéus de Palha foram separados em três grupos: Sanji com Usopp, Roronoa Zoro com Tony Tony Chopper e Nico Robin com Franky e Brook. Shiki diz a Nami que ela foi levada para a ilha contra sua vontade e um breve flashback é mostrado: vários dias antes, os Chapéus de Palha leram notícias de um ataque ao East Blue. Luffy promete proteger o East Blue antes de testemunhar o navio de Shiki. Depois de escapar de uma tempestade, Shiki conhece Nami e revela seus poderes para fazer qualquer objeto inanimado que ele tocar flutuar. Depois de saber que foi Nami quem deu o aviso, Shiki se oferece para levá-los até lá antes de sequestrar Nami. Os outros tentam resgatá-la, mas Shiki faz os piratas se espalharem pela ilha.
Shiki pede a Nami para se tornar sua navegadora, mas ela se recusa. Seu servo Doutor Indigo (Dr. インディゴ, Dokutā Indigo) demonstra um pássaro evoluído chamado Billy (ビリー, Birī), que pode produzir eletricidade, mas Shiki o rejeita após o Dr. Indigo ser eletrocutado. Ele revela que uma planta, chamada QI, pode fazer com que os animais evoluam instantaneamente e aumentem a força ao longo do caminho. Nami protege Billy, e o pássaro fica com ela quando Shiki e seus homens saem. Enquanto isso, Sanji e Usopp lutam contra vários animais enquanto Sanji procura por Robin e Nami. Enquanto isso, Zoro e Chopper resgatam uma jovem, Xiao (シャオ, Shao), e são levados para sua vila e são informados sobre as grandes plantas venenosas ao redor da vila. No entanto, a exposição a longo prazo às plantas é venenosa para os seres humanos, e a avó da menina ficou doente por causa disso. Xiao estava procurando a cura que é a planta de QI, mas Shiki roubou as plantas de QI para seus experimentos. Sanji e Usopp descobrem que Shiki também leva todos os homens e mulheres jovens para seu palácio real, deixando a vila apenas com os muito jovens e velhos, antes de se encontrar com Zoro e Chopper.
Nami foge com a ajuda de Billy, e encontra o Thousand Sunny junto com Luffy. O grupo de Robin descobre que Shiki está planejando libertar os animais da ilha em East Blue para forçar a rendição do Governo Mundial e que ele está planejando uma manifestação contra uma vila na ilha flutuante para mostrar seu poder. Os dois se juntam aos outros na vila e também aprendem sobre o plano dos moradores da vila. Shiki confronta e derrota os Chapéus de Palha e oferece a Nami para se juntar a ele com a condição de que a Vila Cocoyashi seja tomada. O grupo de Robin chega e se junta ao resto da tripulação. Xiao dá a eles um tom de discagem e eles repetem a mensagem de despedida de Nami para Luffy, mas ele sai com raiva antes do final.
Enquanto isso, Nami tenta destruir as plantas que protegem seu palácio, mas se envenena. Shiki a prende perto das plantas e vai ao encontro dos capitães piratas reunidos. Enquanto os cumprimentam, os Chapéus de Palha lançam um ataque preventivo contra Shiki e seus capangas. O grupo consegue derrotá-los enquanto Chopper e Usopp são ordenados a procurar Nami. Nami é encontrada por Billy que ajuda a destruir as plantas assim que Usopp e Chopper chegam. Chopper logo percebe que a única maneira de salvar Nami é encontrar o remédio de QI, mas Shiki tenta detê-los. Luffy envolve Shiki em um duelo. Os dois encontram a planta de QI, mas descobrem que o remédio está nas mãos do Dr. Indigo. Zoro consegue derrotar o Dr. Indigo e Nami se recupera. Sanji e Brook, enquanto isso, testemunham outro dos capangas de Shiki, Capitão Scarlet (スカーレット隊長, Sukāretto-Taichō), tentando beijar Robin, mas Sanji derrota Scarlet.
Nami, Usopp e Chopper enganam Shiki para redirecionar seu navio para a ilha, forçando sua tripulação a fugir. Os Chapéus de Palha equipam o palácio com explosivos. Shiki volta sua atenção para os Chapéus de Palha, mas Luffy usa uma carga elétrica e derruba Shiki no chão, deixando Luffy vitorioso. Os outros chapéus de palha escapam com o Thousand Sunny, usando a vela pirata de Shiki como pára-quedas. Luffy é recuperado por Billy enquanto os aldeões são mostrados voando usando as asas em seus braços. A marinha capturam os piratas em retirada, incluindo Shiki. Enquanto a marinha testemunha as ilhas caindo no mar, agora livres do poder de Shiki, eles avistam o Thousand Sunny. No entanto, os Chapéus de Palha escapam. Luffy mais tarde descobre que a mensagem de Nami era na verdade um SOS codificado direcionado a ele que a tripulação tomou como uma confissão de amor; ele tenta ouvir até o final, mas Nami joga ao mar de vergonha.

## Produção
Oda supervisionou pessoalmente a produção de Strong World, criou a história original do filme e mais de 120 páginas de desenhos brutos. Além disso, ele colocou seu próprio nome nos créditos do filme para indicar seu desejo por um filme diferente de seus nove antecessores. O atual diretor do filme é Munehisa Sakai, que também é ex-diretor da série de anime One Piece. A banda de rock japonesa Mr. Children apresentou a música tema do filme, "Fanfare". Oda pessoalmente lhes ofereceu a oportunidade.

## Mídia Relacionada
Hamazaki Tatsuya adaptou a história do filme em uma light novel de 208 páginas, lançada em 14 de dezembro de 2009. Um livro de arte para o filme de 120 páginas A4, publicado em 18 de dezembro de 2009, entrou para o ranking semanal de vendas de quadrinhos japoneses no 21º lugar com 42.076 cópias vendidas.